# Brückturm

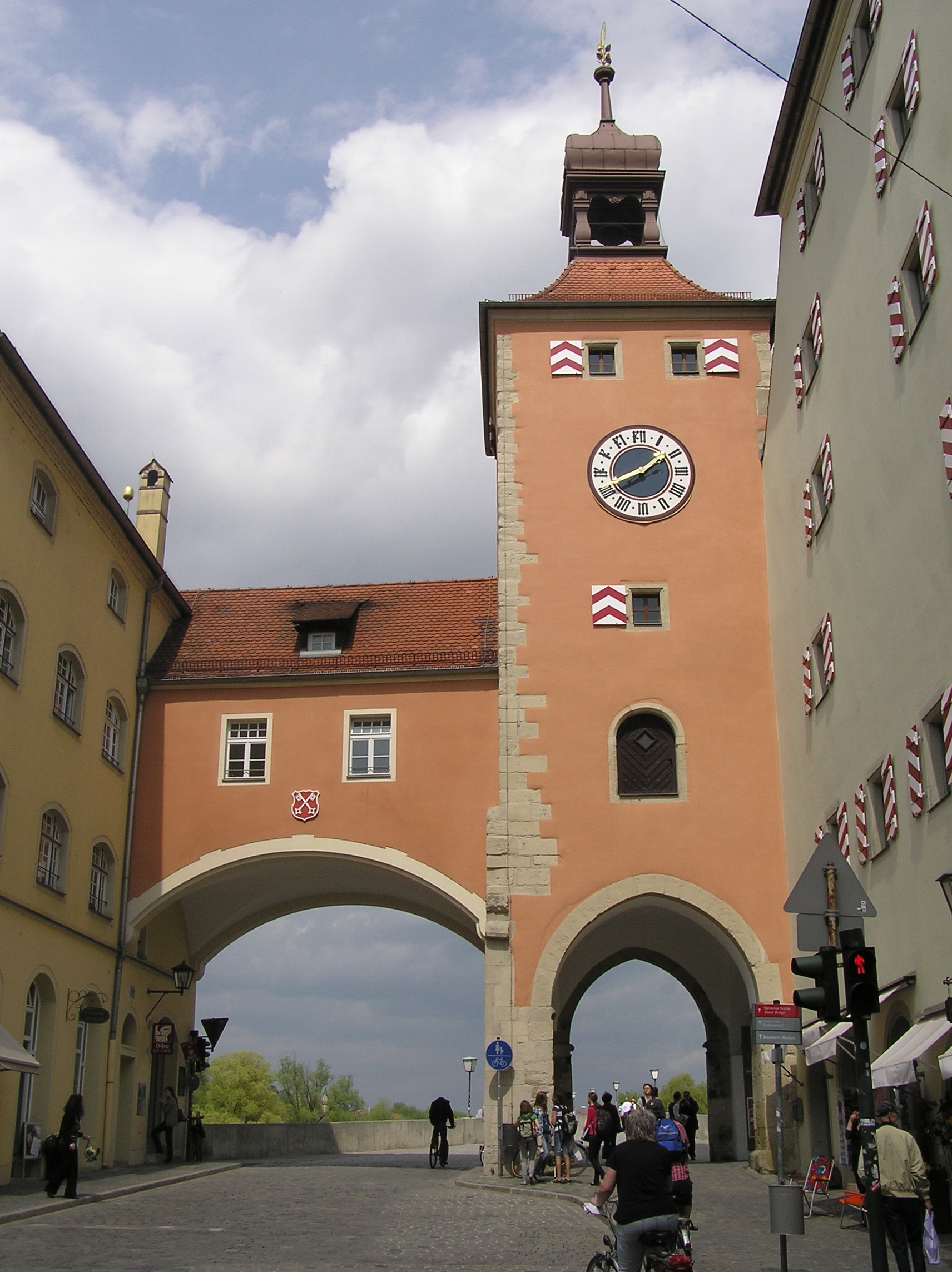
Der Regensburger Brückturm

Der Brückturm in der Altstadt von Regensburg markiert das südliche Ende der die Donau überquerenden Steinernen Brücke. Er entstand als einer von mehreren Tortürmen am Ende des 13. und am Beginn des 14. Jahrhunderts bei der Errichtung der mittelalterlichen Stadtbefestigungsanlagen von Regensburg. Der Brückturm ist als einziger von ehemals drei Türmen auf der Steinernen Brücke erhalten.

## Lage, Beschreibung und Geschichte
Im fünfgeschossigen Brückturm mit quadratischem Grundriss, einem Untergeschoss aus Werksteinen, Eckverquaderung, Pyramidendach und Laterne mit Zwiebelabschluss, darin enthalten die Uhrenglocke, überspannt ein gratiges Kreuzgewölbe eine Torhalle. Die Halle öffnet sich nach Westen hin zu einem schwibbogenartigen Torerweiterungsbauwerk, das vom damaligen Stadtbaurat Adolf Schmetzer entworfen wurde. Dieses Erweiterungsbauwerk wurde 1902 benötigt, um die Durchfahrt für die neue Straßenbahn zu ermöglichen. Ohne diesen Erweiterungsbau wäre der Abbruch des Brückturms erforderlich gewesen.
Der Brückturm ist der südlichste der ehemals drei Tortürme auf der Steinernen Brücke. Östlich benachbart zum Brückturm befindet sich der 1620 erbaute städtische Salzstadel, in dem heute das Weltkulturerbezentrum Regensburg untergebracht ist. Westlich des Brückturms befinden sich einige Gebäude in Nachfolge des ehemaligen Amberger Stadels.
Nach vorläufigen archäologischen Untersuchungen von 2009 spricht vieles dafür, dass der Brückturm der Nachfolger eines früheren, weiter südlich gelegenen Torbaus ist.
Die Entstehung des heutigen Brückturms ist nur ungefähr datierbar auf die Zeit von Mitte des 13. bis Mitte des 14. Jahrhunderts, als in Regensburg die Stadtbefestigungsanlagen entstanden. Mit dem Mittelturm auf der Brücke, der den Zugang zur Donauinsel Oberer Wöhrd bewachte, und mit dem bereits 1246 entstandenen, im Dreißigjährigen Krieg heftig umkämpften und im Verlauf der Schlacht bei Regensburg 1809 endgültig zerstörten Schwarzen Turm am Nordende der Brücke am Zugang zu der bayerischen Stadt Stadtamhof kontrollierte der Brückturm am Südende der Brücke den Zugang von der Steinernen Brücke zur Altstadt von Regensburg. Im Dreißigjährigen Krieg, während der Kämpfe um Regensburg, hielt der von den Schweden verteidigte Brückturm dem Ansturm kaiserlich-bayerischer Truppen, die unter Umgehung des Nordturms über die Donauinsel Oberer Wöhrd auf die Brücke gelangt waren, zwar lange stand, wurde aber bis zur Kapitulation der Schweden wegen Pulvermangel schwer beschädigt.
In Friedenszeiten fungierte der Brückturm nicht nur als Wehrturm. Er wurde auch Schuldturm genannt und diente als Gefängnis für Schuldner, denen dort die Möglichkeit geboten wurde, im wahren Sinne des Wortes ihre Schulden einholen zu können. Mittels einer Angel, die man vom Turmfenster herablassen konnte, hatten die Sträflinge dort die Möglichkeit, die eine oder andere Münze zu erbetteln.
Als Türmerwohnung dienten zwei kleine Zimmer und eine Küche im obersten Stockwerk, das heute als Aussichtsebene zugänglich ist. Von dort aus bietet sich ein guter Ausblick auf die Brücke und auf den heutigen nördlichen Stadtteil Stadtamhof. Im Inneren des Brückturms befindet sich eine Abteilung des Donau-Schiffahrts-Museums sowie eine historische Schlaguhr von Abraham Habrecht mit vergoldeten Zeigern und mit einem damals 1625 modernen Uhrwerk, deren Uhrenglocke vom Glockengießer Schelchshorn gegossen wurde.
Die Nordfront des Brückturms trägt eine vierteilige Gruppe von Figuren, bei denen es sich nicht um die im Museum aufbewahrten Originale handelt und nicht um den ursprünglichen Standort der Figuren. Die Figuren stammen vom ehemaligen Nordturm der Brücke, dem Schwarzen Turm, der während der Schlacht bei Regensburg stark beschädigt und dann abgebrochen wurde. Die Figuren wurden im Zuge des Anschlusses der Stadt Regensburg an das Königreich Bayern 1835 an die Stadt zurückgegeben.
Mittelpunkt ist die große Figur eines gekrönten Königs mit Falknerhandschuh an der linken Hand und einem Vogel. Bei der Figur handelt es sich um Kaiser  Friedrich II., der Regensburg die Privilegien und Stadtrechte gewährte, die die Stadt aus den Abhängigkeiten vom Bayernherzog und vom Bischof befreiten und damit Regensburg zu einer Freien Reichsstadt machten. Die beiderseits der Kaiserfigur sitzenden Skulpturen stellen König Philipp von Schwaben und seine Ehefrau Irene von Byzanz dar, die der Stadt ebenfalls Rechte und Privilegien gewährten.